# Escrima

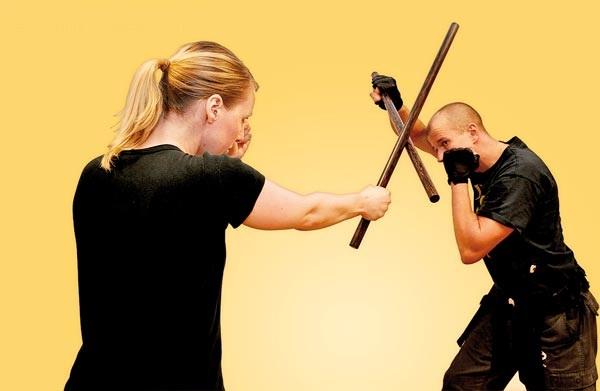
i Eskrima används bland a pinnar/käppar

Escrima, Kali eller Arnis är namn på kampkonster som härstammar från Filippinerna. De går även under samlingsbegreppet Filipino Martial Arts (FMA). Centralt för utövandet är att man tränar med en käpp eller två, vanligen cirka 60–75 cm långa och av trä, kallade Baston, Yantok eller Garote (som är en platt käpp för att lättare efterlikna ett svärd). I vissa fall är käppen bara ett träningsredskap som i en strid skulle bytas ut mot ett svärd, men i andra fall är käppen vapnet man lär sig att behärska. Längre käppar på cirka 150 cm kallas ibland Bankaw eller Sibat. Både den obeväpnade och den med knivkampsdelen centreras alltid med att vapen kan finnas med i hotbilden, till exempel en dold kniv. Detta leder till att kast, nedtagningar och låsningar ser lite annorlunda ut än det vanliga (i till exempel brasiliansk jiu-jitsu).

## Käppar och knivar

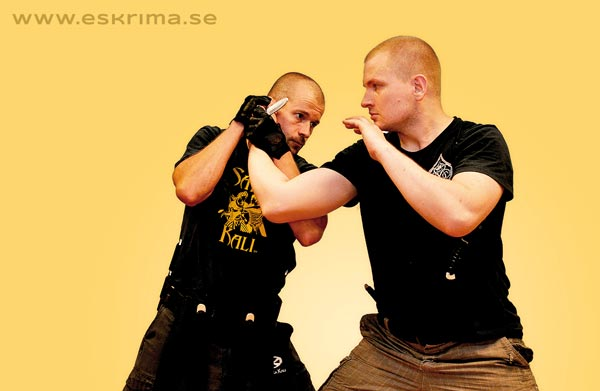
Kniv är ett vanligt inslag i Filippinska kampsporter.

Två vanliga käppmaterial är hickory och rattan. Kalis eller Kalibuntong är namn på filippinska knivar. Det är kanske den som gett namn åt kampkonsterna. Det är troligt att Kali är det äldsta namnet på kampkonster från Filippinerna, Escrima och Arnis är troligtvis taget från spanskan då de koloniserade öarna tidigt (1571 stod Miguel Lopez de Legaspi för det första koloniala fästet i Manilla) och blandade in katolicism, kultur och språk. Kniven är djupt rotad i filippinsk kultur, så trots att det faktiskt är förbjudet att bära kniv är den ett vanligt inslag i stadsbilden och framförallt på landsbygden, då kniven/svärdet används till det mesta. Alla de stora (och små) öarna i den stora arkipelagen har egna varianter av bladvapen: Bolo, Barong, Keris/Kris, Talibon, Tusuk, Kerambit, Balisong (den berömda butterflykniven) och Kampilan.

## Olika stilar/läror
I FMA finns ett stort antal olika stilar eller läror. För att nämna några: Balintawak, Lameco Eskrima, Latosa Escrima, Panantukan eller Pangamut (filippinsk boxning) Sayoc Kali, Atienza Kali, Pekiti-Tirsia Kali och Kali Sikaran.

## Kända utövare
Några berömda representanter är:
- Angel Cabales
- Doug Marcaida (främst känd från programmet "Forged in fire" på History Channel som domare.)
- Ernesto Presas
- Antonio Illustrisimo
- Ancion Bacon
- Ray Galang
- Leo M Giron
- Leo Tortal Gaje
- Benjamin Luna Lema
- Edgar Sulite
- Jose Caballero
- Teofilo Velez
- Florendo Visitacion
- Steve Tappin

## Tävling
Tävling har en lång tradition inom escrima och handlar oftast om "stickfighting", det vill säga kamp med käppar. Det finns en rad olika tävlingsformer inom stickfighting där den största troligen är WEKAF-tävlingar (World Escrima, Kali och Arnis Federation). Det finns en uppsjö av andra tävlingsformer och den stora skiljelinjen mellan dem ligger i hur mycket skydd deltagarna har samt hur pinnen är utformad (storlek och vaddering etcetera). I Sverige finns det sedan 2008 ett av kampsportsdelegationen godkänt tävlingsformat med grövre käppar och mindre skydd än i WEKAF-tävlingar. Det har hållits en tävling som gick under namnet "Biting Rattan".